# Dvosmislenost
Dvosmislenost je tip značenja u kojem fraza, izjava ili rezolucija nisu eksplicitno definisani, što čini nekoliko interpretacija; drugi je opisuju kao koncept ili izjavu koja nema stvarnu referencu. Uobičajeni aspekt dvosmislenosti je neizvesnost. Stoga je to atribut bilo koje ideje ili iskaza čije se nameravano značenje ne može definitivno rešiti, u skladu sa pravilom ili procesom sa konačnim brojem koraka. 
Koncept dvosmislenosti je generalno u suprotnosti sa nejasnoćom. U dvosmislenostima su dozvoljena specifična i različita tumačenja (iako neka možda nisu odmah očigledna), dok je sa nejasnim informacijama teško formirati bilo kakvu interpretaciju na željenom nivou specifičnosti.

## Jezički oblici
Leksička višeznačnost je u suprotnosti sa semantičkom dvosmislenošću. Prva predstavlja izbor između konačnog broja poznatih i smislenih tumačenja zavisnih od konteksta. Ovo poslednje predstavlja izbor između bilo kog broja mogućih tumačenja, od kojih nijedno ne može imati standardno dogovoreno značenje. Ovaj oblik dvosmislenosti je usko povezan sa nedorečenošću.  
Za dvosmislenost u ljudskom jeziku se tvrdi da odražava principe efikasne komunikacije. Jezici koji efikasno komuniciraju izbegavaće slanje informacija koje su suvišne u odnosu na informacije date u kontekstu. To se može matematički pokazati kao rezultat sistema koji je dvosmislen kada se kontekst zanemari. Na ovaj način, višeznačnost se posmatra kao opšte korisna karakteristika jezičkog sistema.

## Spoljašnje veze
- Mediji vezani za članak Dvosmislenost na Vikimedijinoj ostavi
- Zalta, Edward N. (ур.). „Ambiguity”. Stanford Encyclopedia of Philosophy.
- Dvosmislenost на веб-сајту InPho
- Dvosmislenost на веб-сајту PhilPapers
- Collection of Ambiguous or Inconsistent/Incomplete Statements Архивирано на веб-сајту  (9. септембар 2024)
- Leaving out ambiguities when writing